# Mindorosporrgök
Mindorosporrgök (Centropus steerii) är en akut utrotningshotad fågel i familjen gökar som förekommer i Filippinerna.

## Utseende och läten
Mindorosporrgöken är en 46 cm lång, tillbakadragen och skogslevande sporrgök. Huvudet är glansigt svart, medan resten av fjäderdräkten är brunaktig och stjärten grönglansigt svart. Näbben är mörk. Filippinsporrgöken är helsvart. Lätet beskrivs i engelsk litteratur som fem till åtta djupa "woop" i en fallande serie.

## Utbredning och status
Mindorosporrgöken förekommer i skogar på Mindoro i nordcentrala Filippinerna. Fågeln tros ha en mycket liten och fragmenterad värdspopulation på uppskattningsvis endast högst 250 vuxna individer. Den tros även minska i antal till följd av habitatförlust. Internationella naturvårdsunionen IUCN kategoriserar därför arten som akut hotad.

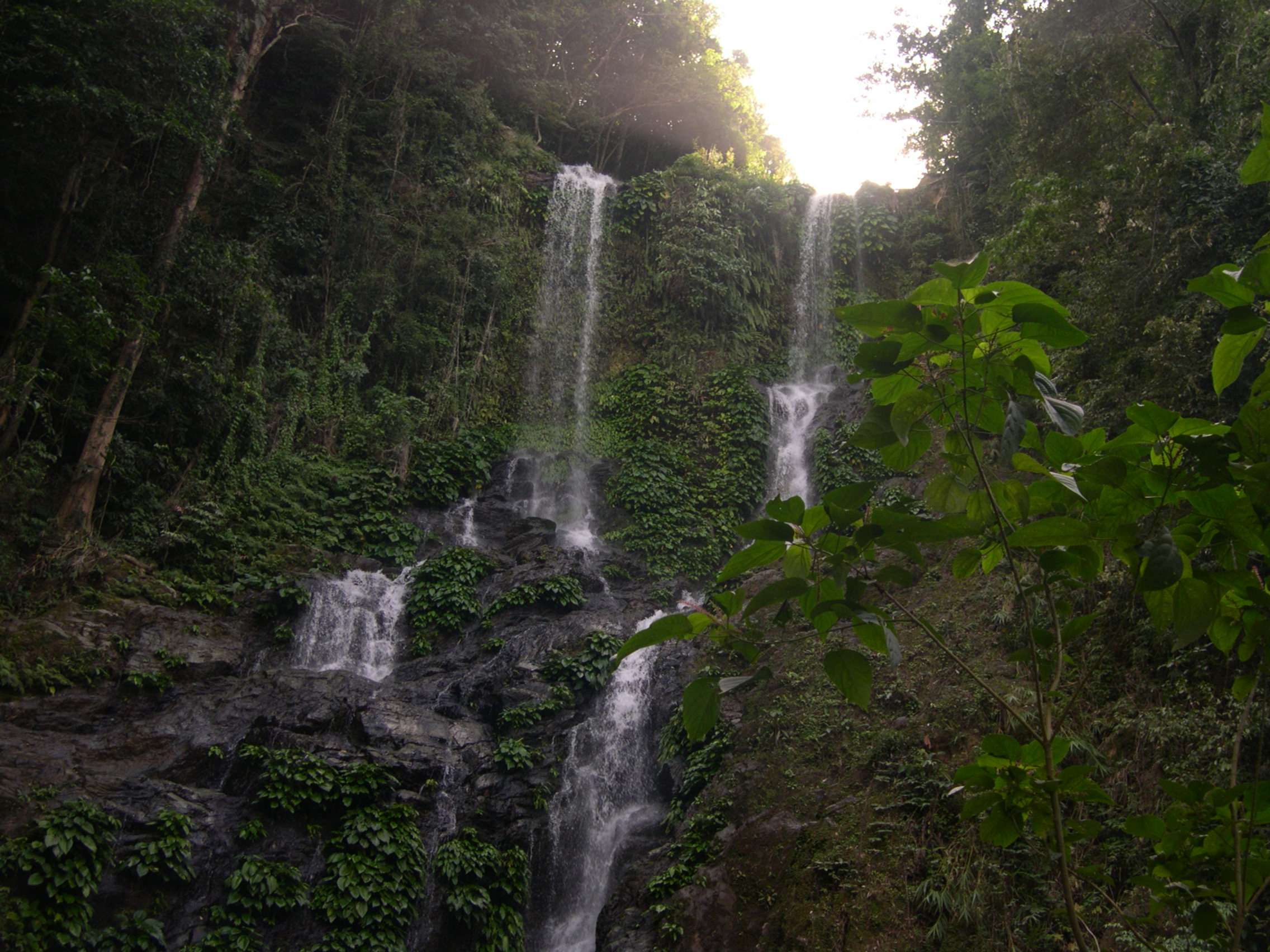
Kring Puerto Galera är en av endast tre lokaler där mindorosporrgöken fortfarande tros förekomma. Här syns vattenfallen Tamwaraw.

## Namn
Fågelns vetenskapliga artnamn hedrar Joseph Beal Steere (1842-1940), amerikansk ornitolog, zoolog, paleontolog, antropolog och upptäcktsresande verksam i bland annat Moluckerna och Filippinerna 1874-1875 och 1887-1888.